# Convention de Klosterzeven
 (avril 2013).

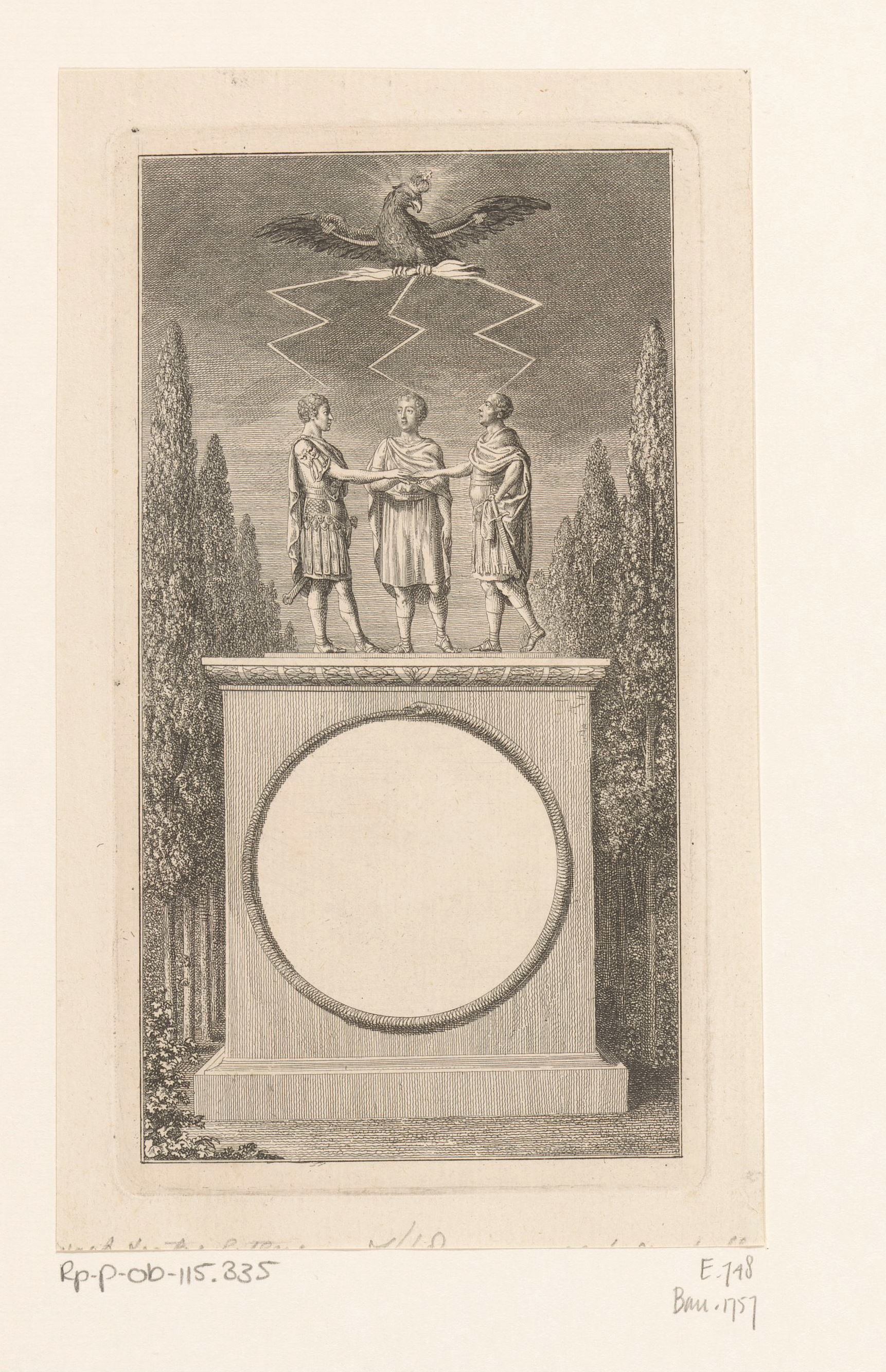
Trois signataires de la Convention de Kloster Zeven, représentés comme des seigneurs de guerre romains avec l'aigle prussien au-dessus d'eux (gravure de 1794)

La convention de Klosterzeven, ou convention de Kloster Zeven, est un traité de paix conclu en septembre 1757 entre la France et plusieurs petits états allemands au début de la Guerre de Sept Ans. Il ne fut pas suivi d'effet, l'Angleterre ayant refusé de le ratifier.

## Contexte
Le duc William de Cumberland, commandant les forces coalisées de Électorat de Brunswick-Lunebourg, Landgraviat de Hesse-Cassel et Principauté de Brunswick-Wolfenbüttel avait été vaincu à la bataille de Hastenbeck par les armées du Maréchal d'Estrées.
Le successeur de celui-ci, le Maréchal de Richelieu, imposa à l'ennemi la capitulation dite de Kloster Zeven.

## Principaux points de la Convention
Signée le 9 septembre 1757, elle prévoyait :
1. La cessation des combats sous 24 heures.
2. Le retrait des Hanovriens à Stade et au-delà de l'Elbe dans le Duché de Saxe-Lauenbourg.
3. Les troupes de Hesse et de Brunswick pouvant retourner librement chez elles.

Ces dispositions si clémentes provoquèrent l'indignation de Versailles qui s'attendait à voir l'adversaire purement et simplement désarmé.

## Rupture de la Convention
Prétextant le pillage auxquels se livraient les troupes de Richelieu au Hanovre, la Cour de Londres refusa de la ratifier. Enhardie par la victoire prussienne de Rossbach le 5 novembre, elle confia à Ferdinand de Brunswick-Lunebourg le commandement des nouvelles troupes coalisées et la reprise des combats.

## Sources
- Général Baron Antoine de Jomini, Traité des grandes opérations militaires contenant l'Histoire critique des campagnes de Frédéric II comparées a celles de l'Empereur Napoléon, 1811.